# C.M.E Group

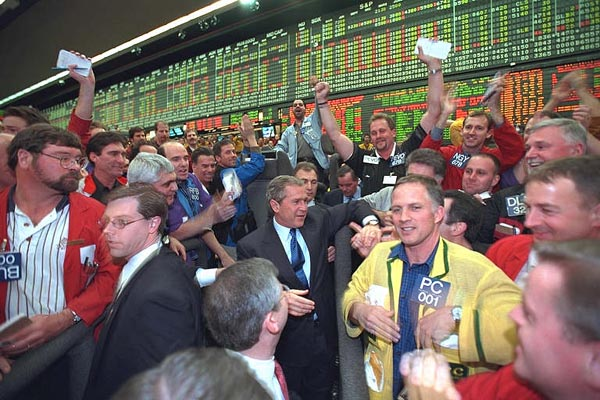
President George W. Bush la CME pe 6 martie 2001

CME Group Inc. deține derivate, acțiuni la burse pe burse dee pe internet, din New York, Chicago. Are în portofoliu indicele financiar Dow Jones + indexul Dow Jones de obligații. Ponderea acțiunile controlate se face în funcție de parametrii burselor urători cum ar fi: dobânzi, lichiditate, curs valutar, energie, agricultură, pietre prețioase, cercetare meteo, bunuri imobiliare. etc, ce sunt provin în totalitate din bunuri-obligații (acțiuni FUTURES).
Sediul central al companiei pe obligații FUTURES CME Group este în districtiul financiar Chicago. Aceasta s-a format printr-un joint venture între Chicago Merchantile Exchange-CME cu compania controlată de Consiliul local Chicago, Chicago Board of Trade, în 2007. În Martie 17, 2008 Grupul a achiziționat portofoliul N.Y.M.Ex Holdings, acționară a New York Commodity Exchange (C.O.M.Ex), de asemenea o companie de stat de pe bursă.
Ansamblul celor 3 companii (CME, N.Y.MEx, C.O.M.Ex) înființează ca departament Designated Contracts Market din cadrul Joint Venture-ului, Grupului CME. Designated Contracts Market înseamnă "piața de contracte pe care o știm".
În prezent acest grup are 90% participție la indexii Dow Jones, iar din Februarie 10, 2010 a mai achiziționat indexul industrial-mediu, ca subindex al Dow Jones.
Grupul CME deține 5procente dintre companiile Bursei din Sao Paolo (Brazilia), anume BM&F Bovespa, iar aceasta deține 5 procente din volumul de profit al Grupului.